# Friedrich Vohwinkel
Caspar Heinrich Friedrich Vohwinkel (* 20. April 1840 in Kamen; † September 1900 auf Schloss Eller in Eller bei Düsseldorf) war ein deutscher Holzgroßhändler, Unternehmer, Geheimer Kommerzienrat und Mitbegründer der Düsseldorfer Rheinbahn und der RWE.

## Leben

### Herkunft und Familie
Friedrich Vohwinkel wurde als Sohn von Carl und Friederica Vohwinkel geb. Brüggemann in Kamen geboren. In Gedern hatte er sich am 1. April 1869 mit der dortigen Gutsbesitzerstochter Friederike Rüping vom Gut Obergedern verheiratet. Der Ehe entstammte die 1871 geborene einzige Tochter, Clara. 

### Schloss Eller
Im Juni 1883 erwarb Friedrich Vohwinkel Schloss Eller bei Düsseldorf mitsamt allen Ländereien für 400.000 Mark von Prinz Alexander von Preußen, der es von seiner Mutter Prinzessin Louise von Preußen geerbt hatte, die im Jahr zuvor auf Schloss Eller verstorben war. Dieser Kauf dokumentiert den Reichtum des aus einfachen bürgerlichen Verhältnissen stammenden Unternehmers, der Schloss Eller zunächst nur als Sommersitz und als Ziel seiner zahlreichen Jagdgesellschaften nutzte. 
Der technikbegeisterte Vohwinkel ließ 1887 ein Maschinenhaus mit Dampfkessel und Schornstein für die elektrische Beleuchtung des Schlosses errichten.

### Lebensabend und Nachlass
1898 verlegte Friedrich Vohwinkel seinen Wohnsitz endgültig nach Schloss Eller, wo er im September 1900 sechzigjährig verstarb. Sein großes Vermögen mitsamt Schloss Eller vererbte er seiner Tochter Clara (1871–1954) und deren Ehemann, den Geheimen Regierungsrat Hermann von Krüger (1859–1940), der Aufsichtsratsvorsitzender der Hibernia AG war. 

## Wirken

### Frühe geschäftliche Aktivitäten
Zusammen mit Heinrich Schüchtermann aus Dortmund, Albert Lohmann aus Witten und weiteren Kaufleuten gründete er am 1. Februar 1872 die Rothenfelder Salinen- und Solbad Aktiengesellschaft, die die Salinen- und Kuranlagen in Bad Rothenfelde vom preußischen Staat erwarb.

### Erfolg im Holzgroßhandel
Den Großteil seines Vermögens erzielte er jedoch im Holzgroßhandel, den er seit den 1870er Jahren in Gelsenkirchen führte. Sein Unternehmen nahm in den folgenden Jahren schrittweise eine marktführende Position, besonders in den Bereichen Grubenholz und Bahnschwellenhandel, ein. Seit 1878 war er der Hauptabnehmer des Holzes von Reichskanzler Otto von Bismarck aus dem lauenburgischen Sachsenwald. Dieses Eichenholz verkaufte er wiederum als Hauptlieferant für Grubenholz und Grubenstempel an die Zeche Hibernia der Hibernia AG in Gelsenkirchen, eines der größten Steinkohlebergwerke seiner Zeit. Bismarck erzielte aus dem Holzverkauf höhere Einnahmen als aus seinem Gehalt als Reichskanzler. Von 1878 bis 1886 hatte Friedrich Vohwinkel bereits mehr als eine Million Mark für Holzlieferungen an das Fürstliche Gut Sachsenwald gezahlt. Da Vohwinkel immer pünktlich zahlte und niemals Schwierigkeiten bereitete, ersuchte Bismarcks Oberförster Lange den Bankier Georg von Bleichröder, der die Hibernia finanzierte, wiederholt um Fortführung der Holzankäufe bei der Firma Fr. Vohwinkel, was Bleichröder im Interesse Bismarcks immer gewährte. 

### Aktivitäten im Baugewerbe
Zusammen mit den Kommerzienräten Heinrich Lueg, Franz Haniel junior und August Bagel gründete Friedrich Vohwinkel 1895 ein Konsortium, das mit einem Startkapital von sechs Millionen Mark 1.300 Morgen Land in den linksrheinischen Dörfern Oberkassel, Niederkassel und Lörick als zukünftiges Bauterrain erwarb. Zwecks Erschließung dieses Baulandes gründeten Lueg, Haniel, Bagel und Vohwinkel am 25. März 1896 die Rheinische Bahngesellschaft, die heutige Rheinbahn AG, und initiierten zusammen mit dem späteren Düsseldorfer Bürgermeister Wilhelm Marx den Bau der ersten festen Düsseldorfer Rheinbrücke anstelle einer älteren Schiffsbrücke. Die Oberkasseler Brücke wurde 1898 fertiggestellt und war wie die Einrichtung der ersten elektrischen Kleinbahn Europas von Düsseldorf nach Krefeld vom Kapital der vier Rheinbahn-Gründer privat finanziert worden. Die Grundstücke wurden von der Bürgermeisterei Heerdt, zu der die rechtsrheinischen Dörfer gehörten, für 30 Pfennig pro m² angekauft und nach dem Bau der Oberkasseler Brücke für 30 Mark pro m² als Baugrundstücke verkauft.

### Weitere Aktivitäten, Mitgliedschaften und Engagements
Friedrich Vohwinkel war darüber hinaus Gelsenkirchener Stadtverordneter und in weiteren Bereichen unternehmerisch aktiv. Er war ein führendes Mitglied in Louis Baares Bochumer Handelskammer, Mitglied im Verwaltungsrat der Bergisch-Märkischen Bank und seit der von ihm mitgetragenen Gründung der RWE am 25. April 1898 Mitglied im dortigen Aufsichtsrat. Ebenso war er 1896 Mitbegründer der Bochum-Gelsenkirchener Straßenbahnen AG (BoGeStra) und Aufsichtsratsvorsitzender des Guß- und Drahtwerkes Wilhelm-Heinrichs-Werk, vormals Wilhelm Heinrich Grillo AG in Düsseldorf-Lierenfeld. Von 1895 bis 1900 war er Abgeordneter im Provinziallandtag der Provinz Westfalen.
Vohwinkel war langjähriges Aufsichtsratsmitglied der Hibernia AG wie auch der Gelsenkirchener Bergwerks-AG. Eine Friedrich-Vohwinkel-Stiftung bestand mindestens bis 1928 in Düsseldorf.

## Ehrungen
- Vohwinkelstraße in Gelsenkirchen, zuvor Louisenstraße. Friedrich Vohwinkel wohnte im Haus Louisenstraße 5, nach seinem Tod wurde die Straße ihm zu Ehren umbenannt.[7]
- Vohwinkelallee in Düsseldorf-Eller